# Jorge Edwards
Jorge Edwards (Santiago, Xile, 29 de juliol de 1931 - 17 de març de 2023) va ser un escriptor xilè.
Va ser periodista i diplomàtic, secretari de Pablo Neruda i va participar en el govern de Salvador Allende. Arran del Cop d'estat de Xile va exiliar-se a l'Estat Espanyol (a Barcelona, visqué al Passatge de Forasté 19). Va escriure novel·les i assajos.

## Obres

### Contes
- El patio (1952)
- Gente de la ciudad (1961)
- Las máscaras (1967)

### Novel·les
- El peso de la noche (1964)
- Los convidados de piedra (1978)
- El museo de cera (1980)
- La mujer imaginaria (1985)
- El sueño de la historia (2000)
- El inútil de la familia (2005)
- La casa de Dostoievsky (2008, premi Iberoamericano de narrativa)

### Assaig
- Adiós, poeta... (1990), una autobiografia
- El whisky de los poetas (1997)